# Бор, Гарри
Гарри Бор (фр. Harry Baur), урожд. Анри-Мари Родольф Бор (фр. Henri-Marie Rodolphe Baur; 12 апреля 1880, Париж — 8 апреля 1943, там же) — французский актёр театра и кино.

## Биография
Дебютировал в кино в 1908 году.
В 1910 году женился на актрисе Роуз Кремер, известной под именем Гране Роуз. У них было трое детей. После смерти супруги был женат вторым браком на Ребекке Бехар.
Был крайне популярен: снялся в 30 фильмах за 12 лет.
После оккупации Парижа Германией во время Второй мировой войны на Бора, часто исполнявшего роли евреев, донесли как на еврея. Он был арестован гестапо вместе с женой 30 мая и выпущен 19 сентября 1942 года.

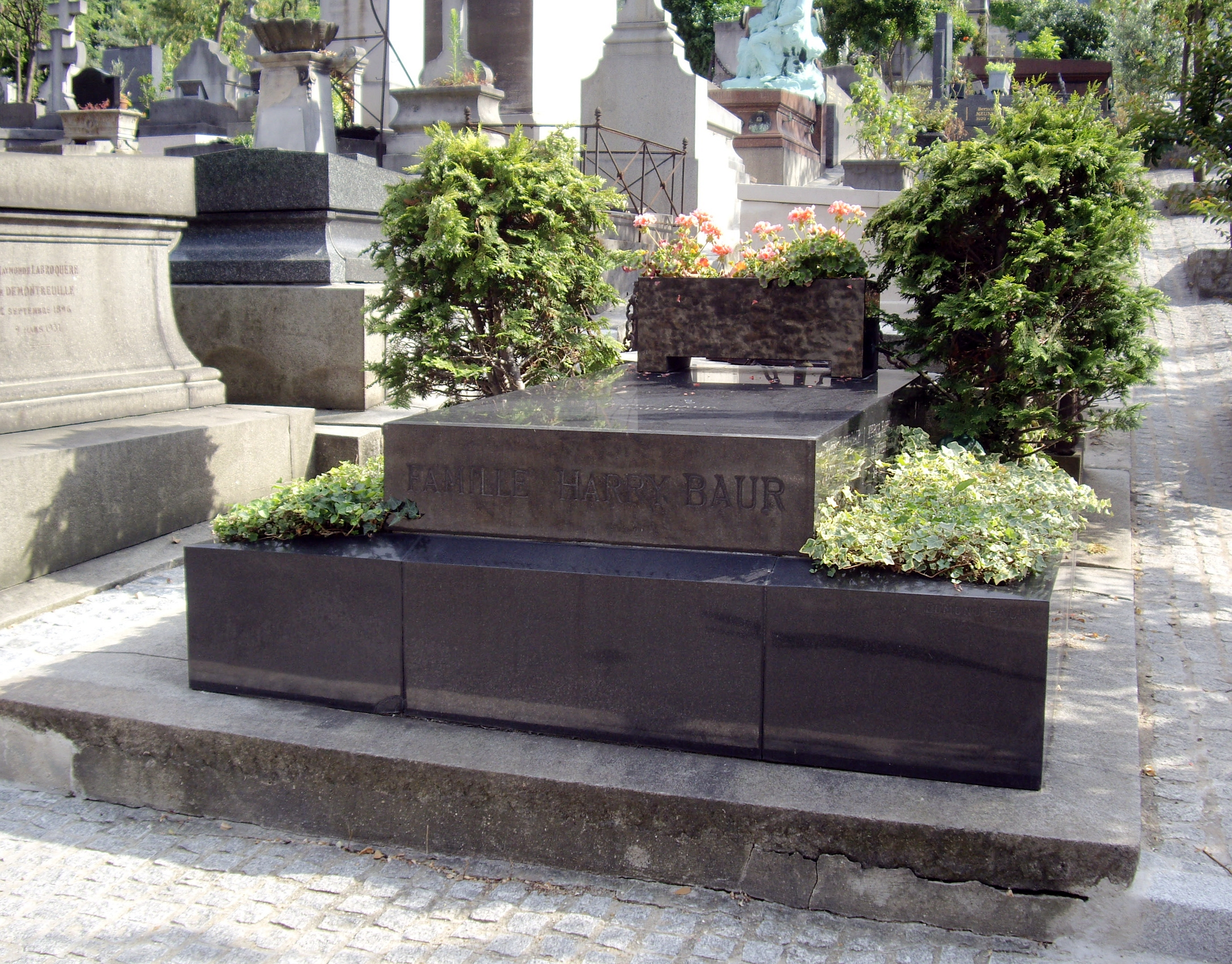
Могила актёра на монмартрском кладбище Сен-Венсан

Умер 8 апреля 1943 года и похоронен на кладбище Сен-Венсан на Монмартре.

## Оценки
Американский актёр Род Стайгер называл Бора своим любимым актёром, который повлиял на выбор им профессии и карьеру. Французский киновед Жак Лурсель отмечал, что экранный образ комиссара Мегрэ в фильме «Голова человека» (фр. La Tête d’un homme, 1933) наиболее верно передаёт замысел Жоржа Сименона об этом персонаже.

## Фильмография
- 1908 : Бетховен Викторена Жассе — Бетховен
- 1908 : Le Bon Cambrioleur
- 1909 : Arsène Lupin Мишеля Карре — инспектор Ганимар
- 1909 : L’Assommoir Альбера Капеллани
- 1909 : Дон Сезар де Базан Викторена Жассе — дон Сезар де Базан
- 1909 : Hector est un garçon sérieux
- 1909 : La Jeunesse de Vidocq или Comment on devient policier
- 1909 : La Légende du bon chevalier Викторена Жассе
- 1909 : La Miniature Мишеля Карре
- 1909 : Les petits iront à la mer
- 1909 : L'enlèvement de Mademoiselle Biffin
- 1909 : Les Noces de Canuche Мишеля Карре
- 1909 : Octave
- 1909 : Les Suicidés de Louf Мишеля Карре
- 1910 : Les Aventuriers du Val d'Or
- 1910 : L'Évasion d'un truand Мишеля Карре
- 1910 : Le Four à chaux Мишеля Карре
- 1910 : Sur la pente Мишеля Карре
- 1910 : La Haine Альбера Капеллани
- 1910 : La Note de la blanchisseuse Frisette, blanchisseuse de fin Жоржа Денола
- 1910 : Le Mauvais pilote
- 1910 : Les Messagers de Notre-Dame de Léon Boulnois
- 1910 : L'Évasion de Vidocq Жоржа Денола
- 1911 : Vidocq de Gérard Bourgeois
- 1912 : fr:Les Amis de la mort (anonyme)
- 1912 : fr:Le Cheveu d'or de fr:Pierre Bressol
- 1912 : fr:Le Secret du lac (anonyme)
- 1913 : Monsieur Lecoq de fr:Maurice Tourneur
- 1913 : Le Naufragé Мишеля Карре
- 1913 : fr:Le Roman de Carpentier (anonyme)
- 1913 : fr:Shylock, le marchand de Venise de fr:Henri Desfontaines
- 1915 : fr:Chignon d'or de fr:André Hugon
- 1915 : fr:Strass et Compagnie de fr:Abel Gance
- 1916 : fr:Quand l'amour meurt de fr:Raoul d'Auchy
- 1916 : fr:Le Suicide de Sir Letson de fr:Jacques de Baroncelli
- 1917 : fr:48, avenue de l'Opéra Жоржа Денола
- 1917 : fr:L'Âme du bronze de fr:Henry Roussell
- 1917 : Sous la griffe de fr:Albert Dieudonné
- 1918 : fr:L'Angoisse dans la nuit (anonyme)
- 1924 : La Voyante de fr:Leon Abrams
- 1930 : fr:David Golder de fr:Julien Duvivier
- 1931 : fr:Le Cap perdu de fr:Ewald Andreas Dupont
- 1931 : fr:Les Cinq gentlemen maudits de fr:Julien Duvivier
- 1931 : fr:Le Juif polonais de fr:Jean Kemm
- 1932 : Criminel de fr:Jack Forrester
- 1932 : Poil de carotte de fr:Julien Duvivier
- 1932 : Rothschild de fr:Marco de Gastyne
- 1932 : La Tête d’un homme de fr:Julien Duvivier
- 1932 : «Три мушкетёра» de fr:Henri Diamant-Berger - де Тревиль
- 1933 : fr:Cette vieille canaille Анатоля Литвака
- 1934 : Отверженные de fr:Raymond Bernard - Жан Вальжан
- 1934 : fr:Le Greluchon délicat de fr:Jean Choux
- 1934 : Московские ночи Алексея Грановского - русский купец Петр Петрович Брюков
- 1934 : fr:Un homme en or de fr:Jean Dréville
- 1935 : Golgotha de fr:Julien Duvivier - Ирод
- 1935 : Преступление и наказание de fr:Pierre Chenal
- 1935 : Голем реж. Жюльен Дювивье — император Рудольф II
- 1935 : fr:Moscow nights (Les nuits moscovites) Энтони Асквита - русский купец Петр Петрович Брюков
- 1935 : Samson de fr:Maurice Tourneur — Жак Брашар
- 1935 : Les Yeux noirs Виктора Туржанского
- 1936 : Тарас Бульба Алексея Грановского - Тарас Бульба
- 1936 : Les Hommes nouveaux de fr:Marcel L'Herbier
- 1936 : Nitchevo de fr:Jacques de Baroncelli - комендант Роберт Картье
- 1936 : Paris de fr:Jean Choux
- 1936 : Великая любовь Бетховена Абеля Ганса
- 1937 : fr:Mollenard Роберта Сиодмака
- 1937 : Nostalgie Виктора Туржанского
- 1937 : Sarati le terrible de fr:André Hugon - Цезарь Сарати
- 1937 : Les Secrets de la mer Rouge de fr:Richard Pottier
- 1937 :  Бальная записная книжка реж. Жюльен Дювивье
- 1938 : fr:La Tragédie impériale de fr:Marcel L'Herbier - Григорий Распутин
- 1938 : Le Patriote de fr:Maurice Tourneur
- 1939 : fr:L'Homme du Niger de fr:Jacques de Baroncelli
- 1940 : Le Président Haudecœur de fr:Jean Dréville
- 1940 : Volpone de fr:Maurice Tourneur
- 1941 : L’Assassinat du Père Noël Кристиана-Жака
- 1941 : Péchés de jeunesse de fr:Maurice Tourneur
- 1942 : Symphonie eines Lebens (Symphonie d’une vie) de fr:Hans Bertram